# Kopiec Wolności
Kopiec Wolności – kopiec znajdujący się w Poznaniu, na prawym brzegu Warty w dzielnicy Malta, na osiedlu administracyjnym Chartowo; pierwotnie usypany dla uczczenia zwycięskiego powstania wielkopolskiego i przyłączenia regionu do niepodległej Polski. Odbudowany ma symbolizować szeroko rozumianą wolność jako największą wartość człowieka.

## Historia Kopca

### Kopiec pierwotny
Zamiar budowy kopca powstał już w 1917, kiedy to planowano w tajemnicy przed zaborcą budowę wielkiego Parku Ludowego na obecnych terenach maltańskich, które były najpopularniejszym miejscem rekreacji Polaków poznańskich – można tu było swobodnie rozmawiać po polsku, ćwiczyć, a ponadto mieszkało tu niewielu Niemców. Planowano boiska, łazienki i domy gimnastyczne. 
Uroczysta inauguracja budowy Kopca Zmartwychwstania (bo tak początkowo był nazywany) przypadała w dniu święta narodowego – 3 maja 1919 roku. Przez miasto przeszedł pochód, w którym uczestniczyli między innymi: prezydent, prymas Polski oraz ministrowie, a przemówienie wygłosił jeden z inicjatorów budowy – ksiądz kanonik Łukomski. W pracach budowlanych, oprócz mieszkańców Poznania i Wielkopolski, udział brali także – przybywający indywidualnie – goście z innych terenów Polski. Ostateczna bryła kopca uformowała się w 1922 roku. Pomnik osiągnął wysokość 94 metrów n.p.m., co pozwoliło mu wznieść swój szczyt 17 metrów nad poziom szosy Kobylepolskiej (obecnie ul. abpa. Baraniaka). Został rozebrany w czasie okupacji hitlerowskiej, poprzez niewolniczą pracę; często tych samych ludzi, którzy go usypywali.
Usytuowanie kopca odbiegało nieco od dzisiejszego, który jest częściową repliką poprzedniego.

### Obecny

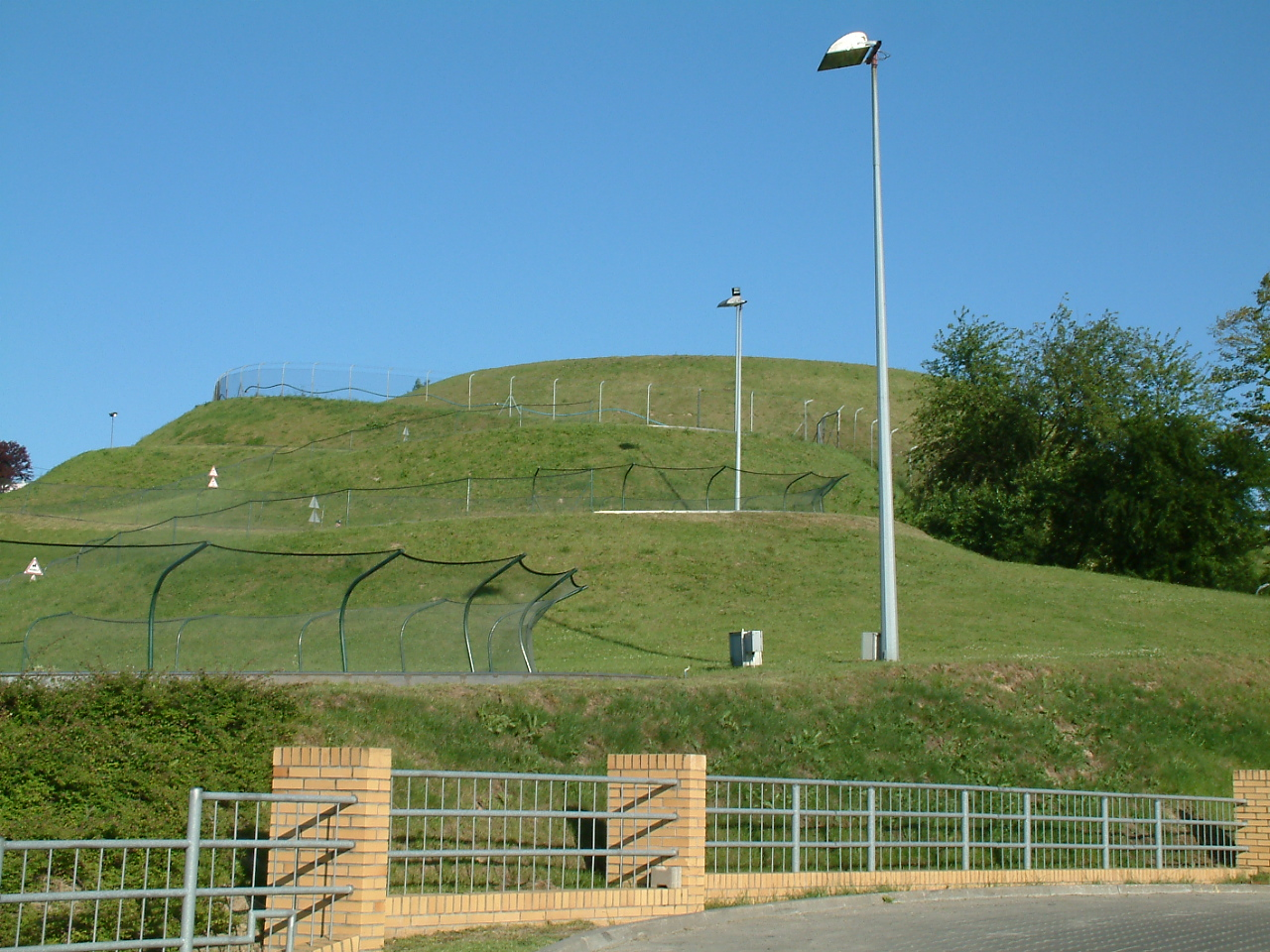
Tor saneczkowy Malta Ski na tle kopca

W 1979 roku podjęto decyzję o remoncie niecki wybudowanego w latach 50. Jeziora Maltańskiego, w celu przygotowania go do odbycia Mistrzostw Świata w Kajakarstwie, których gospodarzem miał być Poznań w sierpniu 1990 roku. W okresie Polski Ludowej ze względów politycznych nie było planów odbudowy przedwojennego Kopca Wolności. Jednak, aby pogłębić jezioro i przywrócić jego parametry jako toru regatowego, należało wydobyć z jego dna, a następnie wywieźć ogromne ilości ziemi. Koszty jej transportu byłyby zbyt wysokie, dlatego w pobliżu zbiornika postanowiono usypać wzniesienie, którego projektodawcą był Klemens Mikuła. Żeby nikt nie został posądzony przez komunistyczną władzę o ukryte zamiary odbudowy wolnościowego pomnika, oficjalnym powodem usypania wzgórza było zagospodarowanie na Malcie kompleksu sportowo-rekreacyjnego (m.in. z całorocznym stokiem narciarskim, torem saneczkowym oraz polem do nauki gry w golfa). Kopiec ma wysokość 100 metrów n.p.m., nadal jednak pozostaje w swojej niedokończonej formie z powodu problemów terenowo-prawnych.
17 maja 1984 decyzją prezydenta Poznania Andrzeja Wituskiego utworzono Społeczny Komitet Odbudowy Kopca Wolności, którego prezesem został prof. Jerzy Bogucki. Oficjalne zlecenie na realizację kopca złożono 27 czerwca 1985. W sierpniu 1986 zlecono prace budowlane Zakładowi Zadrzewień Zieleni i Rekultywacji LOP. Teren budowy przygotowano do końca 1987.
W 2004 roku powstało stowarzyszenie Kopiec Wolności w Poznaniu, którego zamiarem jest sfinalizowanie budowy Kopca Wolności. Odtworzony kopiec ma być wyższy od swego poprzednika i wznosić się na około 30 metrów ponad powierzchnię ulicy, a na jego szczycie planowana jest platforma widokowa z ławeczkami i rzeźbą ptaka wzbijającego się do lotu; na skraju zaś murek z ukrytymi lampami.
Kopiec Wolności oficjalnie otworzył w setną rocznicę odzyskania niepodległości wiceprezydent Poznania Mariusz Wiśniewski.